# Magnus Malm
Magnus Malm (* 26. Dezember 1951 in Rogberga, Jönköping) ist ein schwedischer christlicher Redakteur, Publizist und Leiter von Einkehrzeiten.

## Leben und Wirken
Malm kam aus einem freikirchlichen Hintergrund und war Redakteur des christlichen Magazins Nytt Liv in Schweden und Verlagsgründer. Nach einer persönlichen Krise zog er sich zu einem Sabbatjahr zurück und leitet seither Einkehrzeiten in verschiedenen Zentren der lutherischen Kirche Schwedens. Solche Zeiten sind geprägt von seinen Erfahrungen, ignatianischer Spiritualität und der ökumenischen Bewegung Korsvej (deutsch: Kreuzweg), mit der er verbunden ist. Zentral sind für ihn die Gemeinschaft mit Christus, Gerechtigkeit und ein einfacher, aufs Wesentliche reduzierter Lebensstil, um sich und andere Menschen gut führen zu können. Zur Konzentration verzichtet Malm bewusst auf elektronische Medien.

## Privates
Malm ist verheiratet mit Elisabeth, sie haben vier Kinder, einige Enkelkinder und leben in der Nähe von Alingsås bei Göteborg.

## Lehre
Für Malm ist es äußerst wichtig, zwischen Schein und Sein, zwischen Schale und Kern bei den Menschen zu unterscheiden. Härte und zu große Nachgiebigkeit würden oft auf Unsicherheit und mangelnde innere Stärke einer Persönlichkeit hinweisen. Vollmacht, echte Stärke und gute Leiterschaft zeigen sich dagegen darin, dass eine Führungsperson einen befreienden Einfluss auf andere Menschen ausüben könne. Ein solcher Mensch habe eine Vorbildrolle, ohne diese zu missbrauchen und andere in Abhängigkeit zu führen und zu halten. Weitere Hinderungsgründe für eine gesunde Entwicklung zu einer erwachsenen, starken Persönlichkeit seien ein vererbtes geringes Selbstwertgefühl, seelische Verletzungen, Enttäuschungen und Verluste. Wenn jemand solche Ereignisse nicht verarbeite und darüber nicht trauern könne, blieben Wunden zurück, die nicht heilen wollen. Erwachsen werden heiße, seinen Egoismus und seine Scham zu überwinden und Hilfe holen, sich bei einem Seelsorger oder einem geistlichen Wegbegleiter aussprechen und sich im Namen Jesu von ungesunden Loyalitäten lossagen. Dieses Vorgehen vertreibe auf wundersame Weise die bösen Mächte und führe in eine neue Freiheit und Kraft hinein.

## Werke

### Gott braucht keine Helden
Sein bekanntestes Werk Gott braucht keine Helden erschien 1997 in deutscher Sprache. Darin zeigte er auf, dass Narzissmus, wie ihn schon Christopher Lasch 1979 beschrieben hatte, auch unter Christen und christlichen Leitern weit verbreitet sei. Solche Personen hätten ein aufgelöstes und unsicheres Ich, weshalb sie so auf sich selbst fixiert sein müssten. Sie achteten mehr auf Image und Schein als auf Substanz und Wirklichkeit, sie seien abhängig vom Beifall anderer und ihr Ziel sei vor allem die eigene Befriedigung. Als Geliebter Gottes dagegen spiegle man seine Liebe und erhalte von ihm eine stabile Identität und kann andern Menschen zweckfrei dienen. Die Hauptaufgabe eines Pfarrers sei nicht zu predigen, sondern auf das Wort Gottes zu hören und es weiterzugeben. Deshalb seien regelmäßige Zeiten des Hörens, der Stille und Ruhe so wichtig. Gott wolle von uns primär Liebe, Treue und Ehrlichkeit und nicht Leistung und Erfolg, weil letztlich er und nicht wir für die Ergebnisse zuständig seien.

## Veröffentlichungen
Malm hat mehrere Bücher geschrieben, die teilweise auch ins Deutsche übersetzt wurden, worin er seine Lebens- und Glaubenserfahrungen reflektiert und für andere nutzbar gemacht hat.
- Tips für Hauskreise. Brockhaus, Wuppertal 1990, ISBN 978-3-789-33416-0.
- Gott braucht keine Helden. Mitarbeiter zwischen Rolle und Wahrhaftigkeit, SCM R. Brockhaus, Wuppertal 1997, mehrere Auflagen bis 2015, ISBN 978-3-417-24404-5.
- Starker Gott – verzagte Gemeinde? Gott erfahren in einer schwachen Kirche, Brockhaus, Wuppertal 2000, ISBN 978-3-417-24419-9.
- Abschied von Babel. Wie heilsame Grenzen uns bewahren, SCM R. Brockhaus, Wuppertal 2002, ISBN 978-3-417-24451-9.
- Gottes Helden sehen weiter. Wie falsche Bilder uns beherrschen, SCM R. Brockhaus, Wuppertal 2008, ISBN 978-3-417-26229-2.
- In Freiheit dienen. Leiten auf den Spuren Jesu, SCM R.Brockhaus, Wuppertal 2020, ISBN 978-3-417-26948-2.
- Zwischen Menschlichkeit und Herrlichkeit: in Krisenzeiten geistlich leiten (aus dem Schwedischen übersetzt von Constanze Budde), SCM R.Brockhaus, Holzgerlingen 2023, ISBN 978-3-417-00004-7.

## Auszeichnungen
- 2000: „Emmaus-Preis“ des Norwegischen Verlegerverbandes und des Norwegischen Buchhändlerverbandes
- 2006: „C S Lewis-Preis“ der Libris Media AB und der C S Lewis Company